# Oecomys sydandersoni
Oecomys sydandersoni es una especie de roedor arborícola del género Oecomys. Vive en parches de bosque en una pequeña zona del este de Bolivia. Es una especie de tamaño medio, que pesa unos 45 g (1,6 oz), con pelaje principalmente grisáceo y parduzco y patas traseras cortas y anchas con almohadillas bien desarrolladas.
Recolectada por primera vez en 1964, fue descrita formalmente en 2009. La especie puede estar más estrechamente relacionada con O. concolor y O. mamorae, que se distribuyen más al norte y al sur de Sudamérica. Entre otros caracteres, las tres comparten una disposición particular de las arterias de la cabeza. No se sabe prácticamente nada de su biología.

## Taxonomía
Una expedición del Museo Americano de Historia Natural dirigida por Sydney Anderson recolectó los tres primeros especímenes de Oecomys sydandersoni en 1964 y 1965. El material se mencionó de pasada en un informe sobre las niguas de la región y se identificó provisionalmente como O. concolor en publicaciones de la década de 1990.  Durante los estudios en el Parque Nacional Noel Kempff Mercado (PNNK) de 1997 a 2006, la zoóloga del Smithsonian Louise Emmons y sus colaboradores obtuvieron grandes series de Oecomys, incluyendo cuatro especies - Oecomys bicolor, Oecomys roberti, Oecomys trinitatis, y una cuarta especie que no pudieron identificar a nivel de especie.  En 2009, Michael Carleton, Louise Emmons y Guy Musser describieron esta última como una nueva especie, Oecomys sydandersoni, refiriéndose a ella los especímenes recolectados en la década de 1960 y previamente identificados como O. concolor. Bautizaron a la nueva especie con el nombre de Sydney Anderson en honor a su trabajo sobre la mastofauna boliviana, incluyendo la primera recolección de O. sydandersoni.
Sus parientes más cercanos pueden ser O. concolor del norte de la selva amazónica, incluyendo el noroeste de Brasil, el sur de Venezuela y el este de Colombia, y O. mamorae de Bolivia, Paraguay, las cercanías de Brasil y posiblemente el noreste de Argentina. Las tres comparten una configuración particular de las arterias de la cabeza conocida como patrón circulatorio arterial carotídeo derivado, que es único dentro del género Oecomys, y una similitud general en otros rasgos. Sin embargo, O. sydandersoni difiere de las otras dos en caracteres del pelaje y en caracteres métricos. Si las tres especies están realmente emparentadas debe determinarse utilizando datos moleculares.
Las tres forman parte del género Oecomys, que incluye unas quince especies distribuidas en hábitats de selva tropical en Sudamérica y en el sur de Centroamérica. Oecomys es uno de los géneros de la tribu Oryzomyini («ratas del arroz»), un conjunto diverso de roedores americanos de más de cien especies, y en niveles taxonómicos superiores se clasifica en la subfamilia Sigmodontinae de la familia Cricetidae, junto con cientos de otras especies de roedores principalmente pequeños.

## Descripción
Oecomys sydandersoni es de tamaño mediano para su género, siendo mayor que, por ejemplo, O. bicolor, pero menor que O. concolor y O. mamorae. Su pelaje corto, suave y fino es de color marrón ocre brillante a leonado pálido en las partes superiores, cambiando moderadamente abrupto a las partes inferiores generalmente grises. El pelaje de la barbilla, la garganta y parte del vientre es completamente blanco. La cabeza es más grisácea que el resto de las partes superiores y los párpados son negros. Los pelos cortos cubren finamente las orejas externas, que son de color marrón a gris-marrón. Las patas traseras, cortas y anchas, son de color blanco sucio y muestran algunos caracteres típicos del género, incluyendo almohadillas bien desarrolladas y mechones de pelo en los dedos y un quinto dedo largo. La cola es ligeramente más larga que la cabeza y el cuerpo en promedio, pero relativamente corta para el género. Es de color marrón uniforme, pero con una parte algo más pálida por debajo cerca de su base. Escasamente peluda, la cola termina en un lápiz rudimentario. No hay pruebas de dimorfismo sexual.
| Medición                           | Rango                        | Promedio           |
| ---------------------------------- | ---------------------------- | ------------------ |
| Longitud de la cabeza y del cuerpo | 109 a 166 mm (4,3 a 6,5 plg) | 125 mm (4,9 plg)   |
| Largo de la cola                   | 115 a 145 mm (4,5 a 5,7 plg) | 132,8 mm (5,2 plg) |
| Longitud de la pata trasera        | 21 a 27 mm (0,8 a 1,1 plg)   | 24,1 mm (0,9 plg)  |
| Largo de la orejas                 | 15 a 19 mm (0,6 a 0,7 plg)   | 16,4 mm (0,6 plg)  |
| Masa                               | 30 a 57 g (1,1 a 2 oz)       | 44,9 g (1,6 oz)    |

El cráneo presenta una parte anterior corta (rostrum) y una región interorbitaria ancha (situada entre los ojos). El techo del encéfalo está marcado por repisas supraorbitarias. Los agujeros incisivos, que perforan la parte anterior del paladar, son muy anchos y se extienden entre los primeros molares. Las placas cigomáticas, porciones anteriores aplanadas de los arcos cigomáticos (pómulos), son expansivas y presentan muescas bien desarrolladas en sus extremos anteriores. El paladar es plano y termina un poco por detrás de los terceros molares. Las fosas palatinas posterolaterales, situadas cerca de los terceros molares, están bien desarrolladas. La fosa mesopterigoidea, la abertura detrás del extremo del paladar, es redondeada en la fronda y ancha. Suele haber una prolongación del hueso alisfenoides conocida como puntal alisfenoides, que separa dos forámenes (aberturas), el foramen oval accesorio y el foramen masticatorio-buccinador. El techo de la cavidad timpánica, el tegmen tympani, es pequeño.
Los incisivos superiores son opistodontes, con el borde masticador situado detrás del plano vertical de los incisivos. Como es habitual en el género, los molares son braquiodontos, de corona baja y bunodontos, con las cúspides más altas que las crestas de conexión, y están presentes crestas accesorias como los mesolofos. En el primer molar superior, la cúspide más anterior, el anterocono, está dividida en dos pequeñas cúspides en los individuos jóvenes, conectadas por una cresta, pero las dos se fusionan con el desgaste.

## Distribución y ecología
O. sydandersoni se conoce en los departamentos de Beni y Santa Cruz en el este de Bolivia, incluyendo el Parque Nacional Noel Kempff Mercado (PNNK), donde se encuentra la localidad tipo. Todos los especímenes, excepto unos pocos, provienen de zonas boscosas en pastizales inundados estacionalmente, donde es el roedor más frecuentemente encontrado; el oryzomyine Hylaeamys acritus, la rata espinosa Proechimys longicaudatus, y la zarigüeya Marmosa murina fueron encontrados en el mismo hábitat. Está ausente en otros bosques más contiguos y en otros pastizales sin grandes manchas de bosque. Por lo tanto, O. sydandersoni es un especialista en hábitats estrechos con una distribución limitada. Se une a otras especies de distribución restringida que se encuentran en el PNMK, como Hylaeamys acritus, los roedores akodontinos Juscelinomys guaporensis y J. huanchae, y una zarigüeya, Cryptonanus unduaviensis.
Todos los especímenes del PNMK fueron capturados en la vegetación, lo que sugiere que la especie es arborícola como los otros miembros de su género. La nigua Eutrombicula batatas ha sido encontrada en O. sydandersoni. No se sabe nada más sobre su ecología, comportamiento, dieta, reproducción o estado de conservación.